# Мидвеј Норт (Тексас)
Мидвеј Норт (енгл. Midway North) насељено је место без административног статуса у америчкој савезној држави Тексас.

## Демографија
По попису из 2010. године број становника је 4.752, што је 806 (20,4%) становника више него 2000. године.
| Група             | 2000.         | 2010.         |
| Белци             | 35 (0,9%)     | 54 (1,1%)     |
| Афроамериканци    | 6 (0,2%)      | 35 (0,7%)     |
| Азијати           | 0 (0,0%)      | 0 (0,0%)      |
| Хиспаноамериканци | 3.905 (99,0%) | 4.684 (98,6%) |
| Укупно            | 3.946         | 4.752         |